# Hahnstätten
Hahnstätten – miejscowość i gmina w Niemczech, w kraju związkowym Nadrenia-Palatynat, w powiecie Rhein-Lahn, wchodzi w skład gminy związkowej Aar-Einrich. Do 30 czerwca 2019 siedziba administracyjna gminy związkowej Hahnstätten.

## Współpraca
Miejscowość partnerska:
- Nordhastedt, Szlezwik-Holsztyn